# Вера Крус (филм)
„Вера Крус“ (на английски: Vera Cruz) е американски уестърн от 1954 година на режисьора Робърт Олдрич с участието на Гари Купър и Бърт Ланкастър в главните роли.

## Сюжет
Бившият полковник от Конфедерацията Бенджамин Трейн отива в Мексико да участва като наемник във войната срещу Втората френска интервенция. Той не се интересува на коя страна ще воюва – за хуаристите бунтовници или за френския император Максимилиан, важни са само парите. В Мексико се среща с авантюриста Джо Ерин и двамата са наети да ескортират френската графиня Дювар до морското пристанище Вера Крус. По време на пътуването се оказва, че истинската цел на експедицията е доставката на злато на стойност 3 милиона долара. За златото обаче претендидират мнозина.

## В ролите
| Актьор          | Роля                    |
| --------------- | ----------------------- |
| Гари Купър      | Бенджамин Трейн         |
| Бърт Ланкастър  | Джо Ерин                |
| Дениз Дарсел    | Графиня Мари Дювар      |
| Сизар Ромеро    | Маркиз Анри дьо Лаборде |
| Сара Монтиел    | Нина                    |
| Джордж Макрийди | император Максимилиан   |
| Ърнест Боргнайн | Донеган                 |
| Морис Анкръм    | Генерал Рамирес         |
| Чарлс Бронсън   | Питсбърг                |
| Джак Елам       | Текс                    |